# رضا طلائی‌نیک
رضا طلائی‌نیک (زادهٔ ۱۳۴۲ در همدان) نظامی و سیاستمدار ایرانی است که از سال ۱۴۰۰، معاون توسعه مدیریت و برنامه‌ریزی راهبردی وزارت دفاع و پشتیبانی نیروهای مسلح و با حفظ سمت سخنگوی آن وزارت‌خانه است. طلائی‌نیک از سال ۱۳۹۲ تا سال ۱۴۰۰ معاون حقوقی و امور مجلس وزارت دفاع بود. او نماینده دوره‌های ششم و هفتم مجلس شورای اسلامی بوده‌است. وی مدتی جانشین معاون نظارت مجلس شورای اسلامی و معاون امور قوا مجمع تشخیص مصلحت نظام  بوده و همچنین مدرس دانشگاه آزاد اسلامی می‌باشد.